# Гай Бургундский
Гай Бургундский (Guy De Bourgogne, O.Cist., его имя также пишут как Guido, а фамилию Borgogna) — католический церковный деятель XIII века. 24 аббат Сито, был очень уважаем папой Урбаном IV. На консистории 1262 года был провозглашен кардиналом-священником с титулом церкви Сан-Лоренцо-ин-Лучина. В 1266 году был папским легатом в Дании, Швеции, Норвегии и Саксонии. Участвовал в выборах папы 1265 и 1271 годов.